# Henry Jennings
Henry Jennings (marzo 1681 – aprile 1745) è stato un pirata e corsaro inglese del XVIII secolo. Ha servito prima come corsaro al servizio del Regno di Gran Bretagna durante la guerra di successione spagnola, diventando in seguito uno degli autoproclamati capi della repubblica dei pirati a Nassau, New Providence.
Poiché poco si sa della vita di Jennings, le prime informazioni su di lui riferiscono che fu un corsaro che operava dalla Giamaica, all'epoca governata da Lord Archibald Hamilton, durante la guerra di successione spagnola. Alcune prove confermano che Jennings possedesse abbastanza terra in Giamaica da poter vivere comodamente, e ciò pone degli interrogativi sui motivi che lo portarono a intraprendere la carriera piratesca.

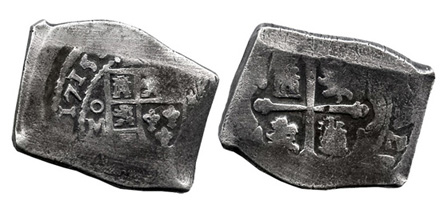
Due pesos facenti parte del carico della flotta del tesoro spagnolo del 1715.

Il suo primo atto di pirateria di cui si abbia la certezza ha avuto luogo all'inizio del 1716 quando, con una flotta di tre navi e due corvette, con una ciurma di 150-300 uomini, Jennings tese un'imboscata all'accampamento dei sopravvissuti al naufragio della flotta del tesoro spagnolo del 1715, sulle coste della Florida. Dopo aver forzato la ritirata di circa 60 soldati, Jennings fece vela per la Giamaica con a bordo un carico di 350.000 pesos. Per di più riuscì a depredare altri 60.000 pesos dal carico di una nave spagnola, diretta da Porto Rico a L'Avana, che incontrò durante il viaggio di ritorno.
In seguito si unì per qualche tempo al pirata Samuel Bellamy, con il quale organizzò altri atti di pirateria contro i Francesi; ma quando Bellamy lo tradì, la reazione di Jennings fu spietata: la collera lo portò a dar fuoco a un innocente sloop mercantile britannico e a sterminare più di 20 uomini tra Francesi e Inglesi.
Jennings fu dichiarato pirata dal governatore che lo aveva inizialmente commissionato come corsaro; per tale motivo fu costretto ad allontanarsi dalla Giamaica per stabilire infine una nuova base per le sue operazioni a New Providence, Bahamas. Stabilitosi a Nassau per un periodo, Jennings divenne uno dei maggiori capi della crescente colonia pirata, ritirandosi dalla pirateria di mare.
Nei primi mesi del 1718, come molti, Henry Jennings si arrese alle autorità britanniche accettando il perdono e seguendo l'amnistia generale proposta dal nuovo governatore delle Bahamas, Woodes Rogers, incaricato da re Giorgio I. Così Jennings si ritirò a vita privata come possessore di una piantagione nel Bermuda, dove poté ricevere il suo perdono.
Henry Jennings è stato uno dei pochissimi pirati di cui si abbia notizia a essere riuscito a godersi le sue ricchezze, guadagnandosi una vita agiata dopo il periodo da fuorilegge. Non si sa come sia finita la sua storia, è certo che sia morto di vecchiaia dopo aver messo su famiglia. 
Secondo un fonte, Jennings morì di malattia all'età di 64 anni.